# Latoplatecarpus
Latoplatecarpus — вимерлий рід пліоплатекарпінових мозазаврів, відомий з пізньої крейди (ранній середній кампанський етап) північної частини Мексиканської затоки та західного внутрішнього басейну Північної Америки. Це був один з найбільших мозазаврів пліопластинчатого карпіну, з L. nichollsae, загальна довжина тіла якого перевищувала 8 метрів.